# فلتمارک
فلتمارک (به آلمانی: Fleetmark) یک منطقهٔ مسکونی در آلمان است که در ارندزی واقع شده‌است. فلتمارک ۸۱۲ نفر جمعیت دارد.